# Realme
Realme là nhà sản xuất điện thoại thông minh Android Trung Quốc có trụ sở tại Thâm Quyến. Thương hiệu này được chính thức thành lập vào ngày 6 tháng 5 năm 2018, sau khi tách ra khỏi OPPO. Realme là công ty con của tập đoàn BBK Electronics, Realme cũng sản xuất nhiều loại sản phẩm khác như tai nghe, vòng đeo tay thông minh và túi xách.
Tháng 6 năm 2020, số lượng người dùng điện thoại thông minh trên toàn cầu của realme đạt 35 triệu và doanh số sản phẩm đã phá vỡ kỷ lục 1 triệu. Theo thống kê của Counterpoint, realme đứng thứ 7 trong bảng xếp hạng số lượng điện thoại thông minh được sản xuất toàn cầu quý 1 năm 2020, với tốc độ tăng trưởng hàng năm là 157%, đứng đầu thế giới.
Hiện tại, realme đã thâm nhập vào 27 thị trường trên toàn thế giới, bao gồm Trung Quốc, Ấn Độ, Indonesia, Việt Nam, Thái Lan, Malaysia, Châu Âu, Liên bang Nga, Úc, Ai Cập, v.v. 

## Lịch sử
Realme lần đầu tiên xuất hiện tại Trung Quốc vào năm 2010 với tên gọi "OPPO Real". Là một thương hiệu con của OPPO cho đến khi tách ra vào năm 2018, sau đó trở thành một thương hiệu riêng thuộc tập đoàn đa quốc gia BBK Electronics.
Vào ngày 30 tháng 7 năm 2018, cựu phó chủ tịch của OPPO Sky Li và người đứng đầu bộ phận kinh doanh ở nước ngoài của OPPO tuyên bố từ chức, chính thức rời khỏi OPPO và ý định thành lập realme như một thương hiệu độc lập. Ông nói rằng trong tương lai, thương hiệu realme sẽ tập trung vào việc cung cấp điện thoại di động tích hợp hiệu năng mạnh mẽ và thiết kế thời trang, mang đến cho giới trẻ một cuộc sống vui vẻ với "công nghệ" và "sắc đẹp" trong một mức giá cả phải chăng.
Vào ngày 15 tháng 11 năm 2018, realme giới thiệu nhận diện logo mới.
Vào ngày 22 tháng 11 năm 2018, realme trở thành thương hiệu của No.1 Emerging brand.
Vào ngày 15 tháng 5 năm 2019, realme tổ chức hội nghị đầu tiên tại Bắc Kinh, Trung Quốc để chính thức thâm nhập thị trường đại lục với các mẫu smartphone realme X, realme X Lite và realme X Master Edition.
Vào tháng 6 năm 2019, realme chính thức tuyên bố gia nhập thị trường châu Âu.
Vào ngày 26 tháng 6 năm 2019, realme đã đăng bức ảnh đầu tiên được chụp bằng camera 64MP của hãng lên mạng xã hội.
Đến tháng 7 năm 2019, realme đã thâm nhập thành công vào 20 thị trường bao gồm Trung Quốc, Ấn Độ, Đông Nam Á và Châu Âu.
Theo báo cáo của tổ chức phân tích quốc tế Counterpoint, realme đã bán được 4,7 triệu chiếc điện thoại thông minh trên toàn thế giới vào quý 2 năm 2019, tăng 848% so với năm trước và trở thành một trong 10 nhà sản xuất điện thoại di động hàng đầu trên thế giới.
Đến tháng 8 năm 2019, realme đã vượt qua 10 triệu người dùng trên toàn thế giới.
Vào tháng 8 năm 2019, realme đã trình diễn một thiết bị nguyên mẫu với 4 camera 64 MP ở cả Trung Quốc và Ấn Độ.
Tại Việt Nam, realme đánh mạnh vào phân khúc smartphone giá rẻ mà OPPO đã không thành công trước đây, với thế mạnh bảo hành chính hãng, realme đang dần soán ngôi bá chủ trong phân khúc này của Xiaomi Redmi.
Năm 2019, hãng tung ra thị trường bộ đôi Realme 5 / Realme 5 Pro.
Ngày 5/3/2020, Realme 6 và Realme 6 Pro ra mắt. Cả 2 smartphone có giao diện người dùng Realme UI trên nền tảng Android 10.
Tháng 9/2020, Realme 7 / 7 Pro ra mắt với nhiều cải tiến so với thế hệ tiền nhiệm, bộ 4 camera 64MP, chip Helio G95 / Snapdragon 720G, màn hình LCD 90 Hz (phiên bản tiêu chuẩn) / AMOLED 60 Hz (phiên bản Pro), vân tay cạnh nút nguồn / dưới màn hình, sạc nhanh 30W (7) / 65W (7 Pro). Bên cạnh đó Realme ra mắt phiên bản rút gọn 7i với camera 64MP, màn hình 90 Hz nhưng với mức giá rẻ hơn.

## Các dòng sản phẩm

### Điện thoại
- Realme 1
- Realme 2/2 Pro
- Realme U1
- Realme 3/3 Pro
- Realme 5/5 Pro
- Realme 6i/6/6 Pro
- Realme 7i/7/7 Pro
- Realme 8i/8/8s/8 Pro
- Realme 9i/9 4G/9 SE/9 Pro 5G/9 Pro+ 5G
- Realme 10/10 Pro 5G/10 Pro+ 5G
- Realme 11/11 Pro 5G/11 Pro+ 5G
- Realme 12/12 Pro 5G/12 Pro+ 5G
- Realme 13/13 Pro 5G/13 Pro+ 5G
- Realme 14/14 Pro 5G/14 Pro+ 5G
- Realme C11/C21Y/C30/C30S/C35/C53/C55
- Realme c2
- Oppo Realme c1

### Laptop & Máy tính bảng
- Realme Book Slim (Laptop - 08/2021)
- Realme Pad (Tablet - 09/2021)

### Realme smart TV
- Realme Smart TV
- Realme Smart TV SLED 4K
- Realme Smart TV 4K
- Realme Smart TV Full HD 80cm
- Realme Smart TV Neo 32''

### Phụ kiện âm thanh

#### Tai nghe Bluetooth
- Realme Buds Q
- Realme Buds Q2
- Realme Buds Q2 Neo
- Realme Buds Air
- Realme Buds Air Neo
- Realme Buds Air 2
- Realme Buds Air Pro

#### Loa Bluetooth
- Realme Cobble Bluetooth Speaker
- Realme Pocket Bluetooth Speaker
- Realme Brick Bluetooth Speaker

### Cuộc sống thông minh

#### Đồng hồ thông minh (Smartwatch)
- Realme Band (05/2020)
- Realme Watch (05/2020)
- Realme Watch S (11/2020)
- Realme Watch S Pro (12/2020)
- Realme Watch 2 (04/2021)
- Realme Band 2 (09/2021)

#### Thiết bị gia dụng thông minh (Smarthome)
- Realme Motion Activated Night Light
- Realme Smart Plug
- Realme Smart Scale
- Realme TechLife Robot Vacuum Cleaner
- Realme TechLife Air Purifier

## Giao diện Realme UI

### Realme UI 3.0
- Ra mắt tháng 10 năm 2021, phiên bản này dựa trên Android 12. Realme UI 3.0 giới thiệu giao diện mới mẻ với thiết kế Fluid Space và Sketchpad AOD, Các tính năng mới giúp bảo vệ quyền riêng tư của người dùng và các cải tiến trên toàn bộ hệ thống để điện thoại nhanh hơn và linh hoạt hơn bao giờ hết.
- Biểu tượng 3D mới sử dụng các lớp và màu sắc để cung cấp cảm giác về bối cảnh và khả năng hiển thị. Mọi biểu tượng đều được vẽ lại và thiết kế lại. Với thiết kế Fluid Space, giao diện tổng thể giờ đây đơn giản, thú vị hơn, và thú vị. Giao diện người dùng sử dụng kích thước và không gian để giúp tạo chiều sâu và thiết lập trật tự và Harmony
- Người dùng có thể tạo hình đại diện 3D của khuôn mặt của chính mình (Omoji) với kiểu tóc, mũ nón, trang điểm tùy chỉnh, và khuyên. Omoji thậm chí còn phản chiếu biểu cảm trong thời gian thực.
- Công cụ chủ đề thông minh mới tự động chọn màu từ hình nền của người dùng và áp dụng các màu đó trên các yếu tố hệ thống của realme UI 3.0.
- Realme UI 3.0 hiện có hệ thống quản lý tài nguyên được thiết kế lại với AI Smooth Engine, sử dụng CPU và GPU hiệu quả hơn để làm cho hiệu suất hệ thống mượt mà hơn, khởi chạy ứng dụng nhanh hơn, và cải thiện tuổi thọ pin.
- Với Floating Window 2.0, các ứng dụng được chọn như Video sẽ tự động thu nhỏ xuống một góc của màn hình của bạn khi bạn chạy đồng thời ứng dụng thứ hai.

### Realme UI 4.0
- Ra mắt vào ngày 8 tháng 12 năm 2022 cùng với bộ đôi smartphone Realme 10 và Realme 10 pro plus, đây là phiên bản dựa trên Android 13. Realme UI 4.0 được thiết kế lại giao diện của các ứng dụng hệ thống và cả phần điều khiển nhanh. Phong cách thẻ sẽ mang lại sự trực quan, đơn giản, tách riêng từng mục để người dùng dễ thao tác hơn.
- Với phiên bản 4.0 này, Realme đã cho người dùng tùy biến sâu hơn vào tính màn hình chờ của điện thoại, các thẻ hiển thị phát nhạc, biểu tượng thông báo và cả emoji của ứng dụng.
- Công nghệ mới Dynamic Computing Engine trên giao diện 4.0 sẽ mang lại hiệu suất tổng thể tăng 10%, thời lượng pin tăng 4,7% và nhiệt độ thiết bị giảm 1 độ C chỉ. Chỉ bằng giải pháp phần mềm thôi hãng đã đem tới cải tiến mạnh mẽ như thế này là điều rất đáng khen ngợi.
- Realme UI 4.0 sẽ được trang bị thêm nhiều tính năng bảo mật mới chống lại các virus và mã độc, đặc biệt nhấn mạnh vào khả năng bảo vệ dữ liệu cá nhân, quyền Riêng tư của người dùng. Phải kể đến tính năng Auto Pixelate, tự động phát hiện và che đi các thông tin nhạy cảm trong các bức ảnh, ảnh chụp màn hình.